# Vilho Lampi

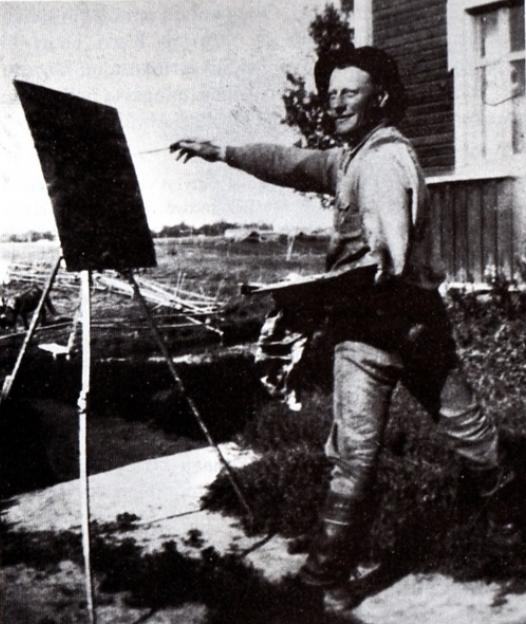
Vilho Lampi vor 1936

Vilho Henrik Lampi (* 19. Juli 1898 in Oulu; † 17. März 1936 ebenda) war ein finnischer Maler. Er ist vor allem für seine Selbstbildnisse und seine Bilder von Liminka und den dort lebenden Menschen bekannt.

## Leben
Lampi wurde in Oulu in Nordfinnland als ältester Sohn von Maria und Anton Lampi geboren. Als er elf war, zog die Familie nach Liminka, wo der Vater einen Bauernhof gekauft hatte. 1921 bis 1925 studierte er an der Akademie der Bildenden Künste (Taideyliopiston Kuvataideakatemia) in Helsinki. Nach dem Studium kehrte er nach Liminka zurück, um auf dem Bauernhof zu arbeiten, aber auch um weiter zu malen. Dazu fand er meist erst nach getaner Arbeit auf dem Bauernhof Zeit. Zeit seines Lebens war er zwischen diesen beiden Tätigkeiten ihn- und hergerissen. Er erfüllte gewissenhaft seine Arbeit auf dem Bauernhof, sehnte sich aber offenbar auch nach Anerkennung als Künstler. Über seine Helsinkier Zeit wird berichtet, dass er selbstbewusst, aber auch eigenbrötlerisch auftrat. Er trug beispielsweise oftmals die traditionelle Kleidung des ostrobotnischen Flachlandes, inklusive Messer. In Liminka war er offenbar aufgrund seiner künstlerischen Tätigkeit eine schillernde Persönlichkeit, die aber gut mit den Menschen zurechtkam.

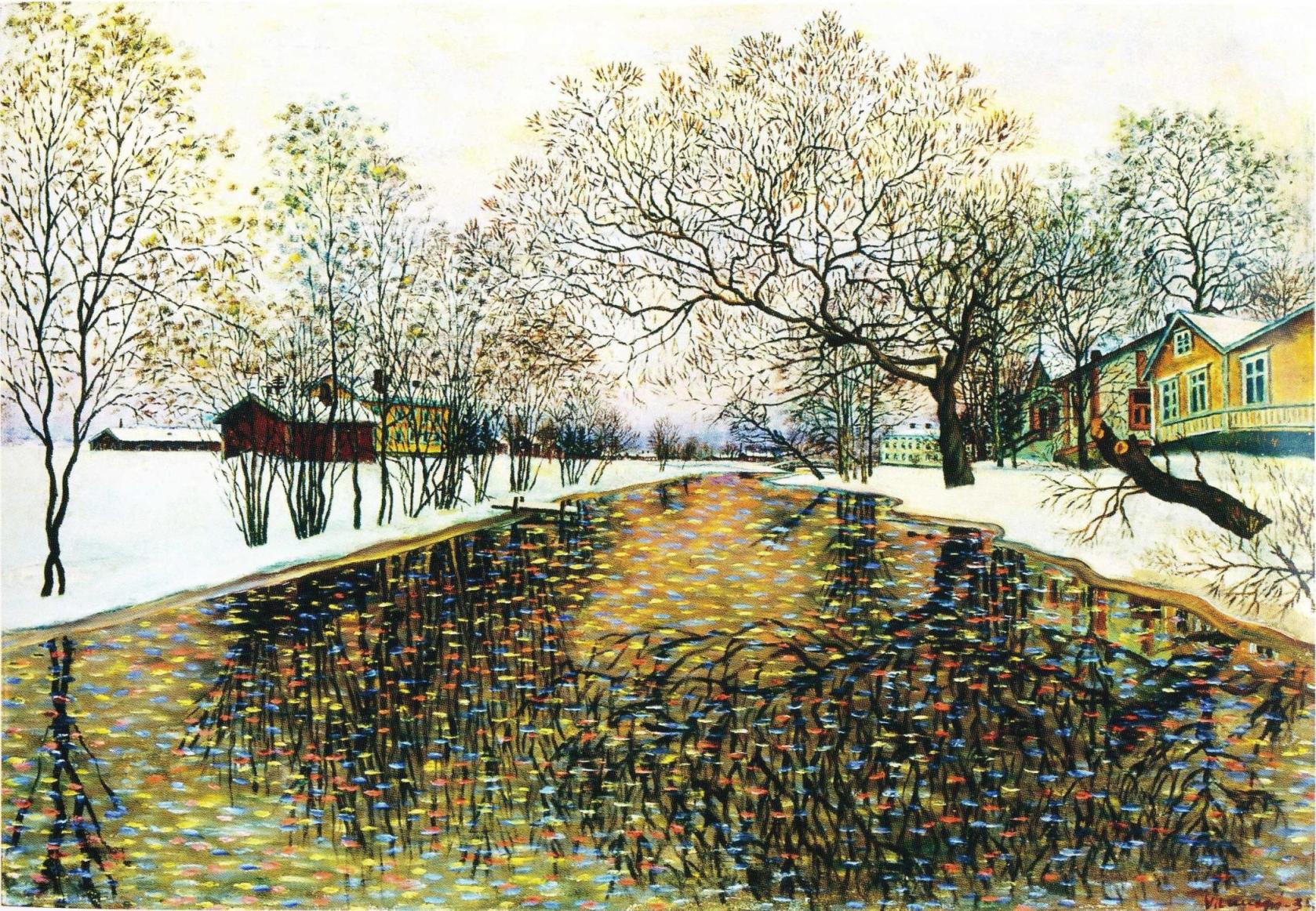
Vilho Lampi, Liminganjoki, 1934

Nachdem er seit dem Studium an mehreren Gruppenausstellungen beteiligt gewesen war, fand im Januar und Februar 1931 seine erste und einzige Einzelausstellung in Oulu statt. Fast die Hälfte der 53 ausgestellten Gemälden wurden verkauft. Das erlaubte ihm, von März bis Mai 1931 Paris zu besuchen, wo er im Künstlerviertel Montparnasse lebte und arbeitete. Während der Reise besuchte er auch Museen in Berlin und Brüssel. 1933 und 1934 erhielt er einige Stipendien, die es ihm erlaubten, hauptberuflich zu malen. Werke von ihm wurden auch im Ausland ausgestellt, so in Lettland, Deutschland und der Sowjetunion. Lampi starb am 17. März 1936 durch Suizid. Er reiste nach Oulu, um dort mehrere befreundete Künstler zu treffen. Er erreichte aber niemanden und sprang von einer Brücke in den Oulujoki. Seine Leiche wurde erst am 5. Mai gefunden, nachdem das Eis geschmolzen war.

## Stil
Lampi gilt als Maler, der in seinen Bildern vor allem seiner Heimatgegend, der flachen ostrobotnischen Landschaft ein Denkmal gesetzt hat. Obwohl er nur wenige Kilometer von der Ostsee entfernt wohnte, taucht das Meer als Motiv in seinen Bildern nicht auf. Der Schwerpunkt liegt auf Landschaftsbildern und Porträts. Lampi selber hatte keine Kinder, er porträtierte aber die Kinder seiner Geschwister. Zu Übungszwecken malte er Stillleben, und auch dort wählte er typische Motive der Landwirtschaft. Während andere Künstler in Stillleben zum Beispiel häufig Obst verwenden, entscheidet Lampi sich für die Kartoffel.
Während seiner Helsinkier Jahre 1921–1925 malte er vor allem im impressionistischen Stil. Die Jahre 1929 bis 1931 bezeichnet man als seine heroische Stilphase. In dieser Phase malte er großformatige, expressive Werke mit groben Pinselstrich. Diese Bilder sind verschlüsselte Selbstporträts, auf denen er alleine oder mit anderen in einer ausdrucksstarken Rolle zu sehen ist (Der Henker 1930, Der Kaiser der Gemeinde 1930, Die Schwarzbrenner 1930). So ist er beispielsweise der Mann mit der Pfeife im Zentrum des Bildes „Die Schwarzbrenner“. In seiner kurzen, nur 14-jährigen Karriere experimentierte er auch mit Expressionismus und Neuer Sachlicherkeit.

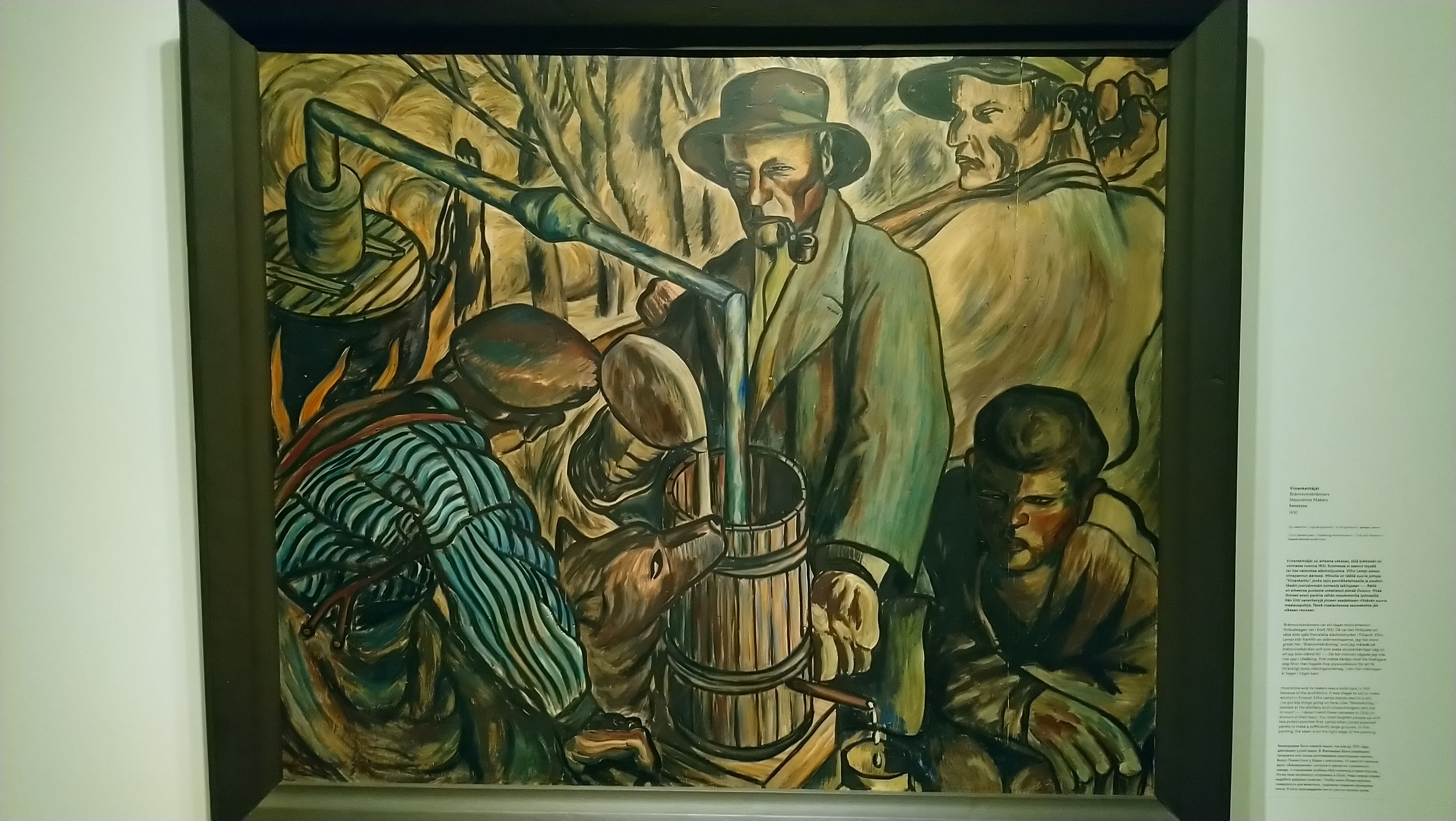
Vilho Lampi: Die Schwarzbrenner (Viinakeittäjät), 1930

Eine offene Frage bleibt bis heute, warum sein Stil nach 1931 wieder traditioneller wurde. Die Landschaftsbilder werden naturalistischer. Dies zeigt sich beispielsweise deutlich beim Vergleich zweier Bilder von Brücken in Liminka. Während das Bild „Maisema“ von 1923 reduziert expressionistisch ist, malt er 1935 eine Brücke eher im deutlich älteren, pointilistischen und naturalistischen Stil. Eine mögliche Erklärung für diese stilistische Rückwendung ist eine eventuelle Frustration mit der Resonanz, die seine moderneren Werke in der Liminkaer Provinz fanden.

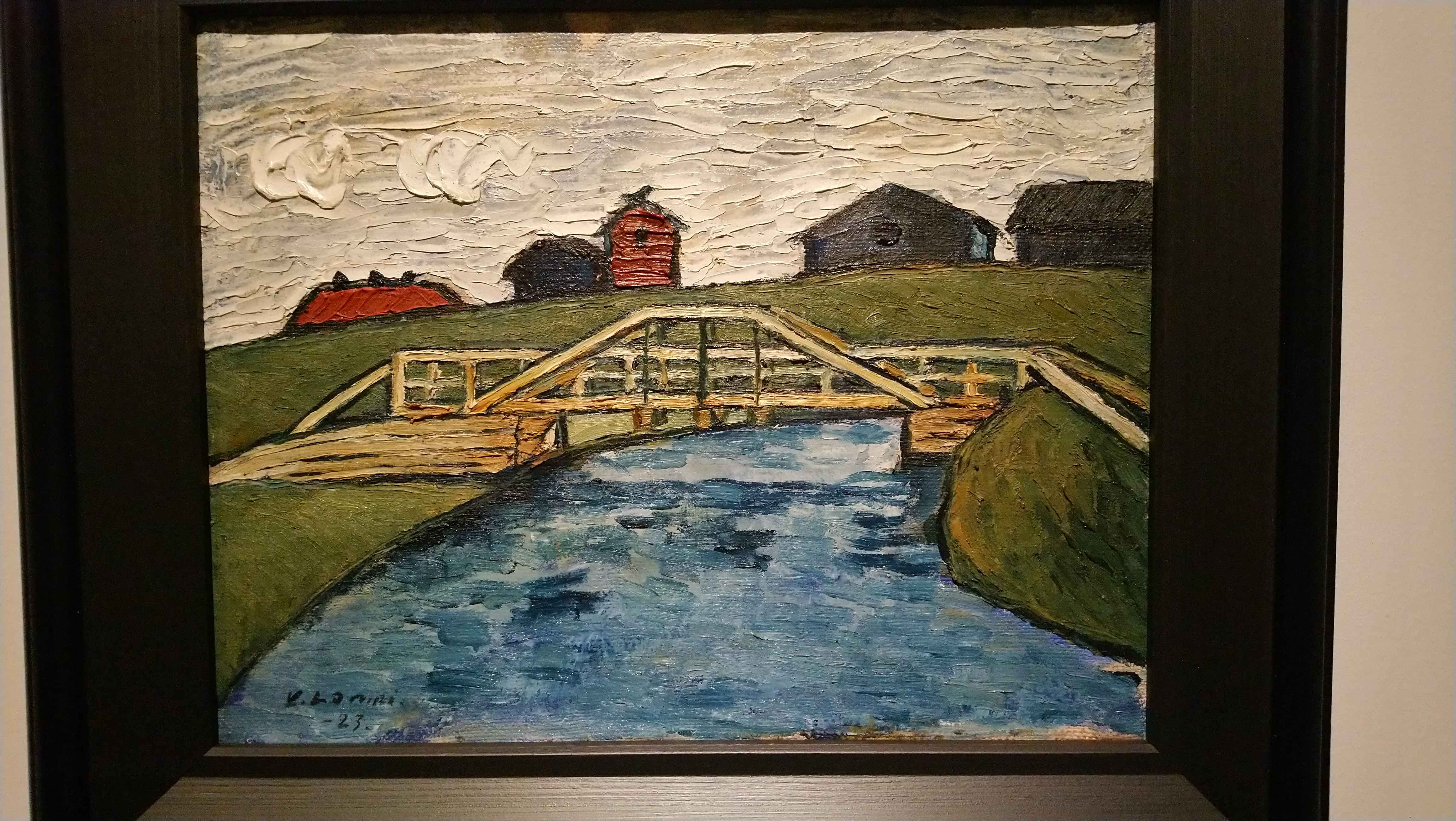
Vilho Lampi: Landschaft (Maisema) 1923, Foto HAM 2020

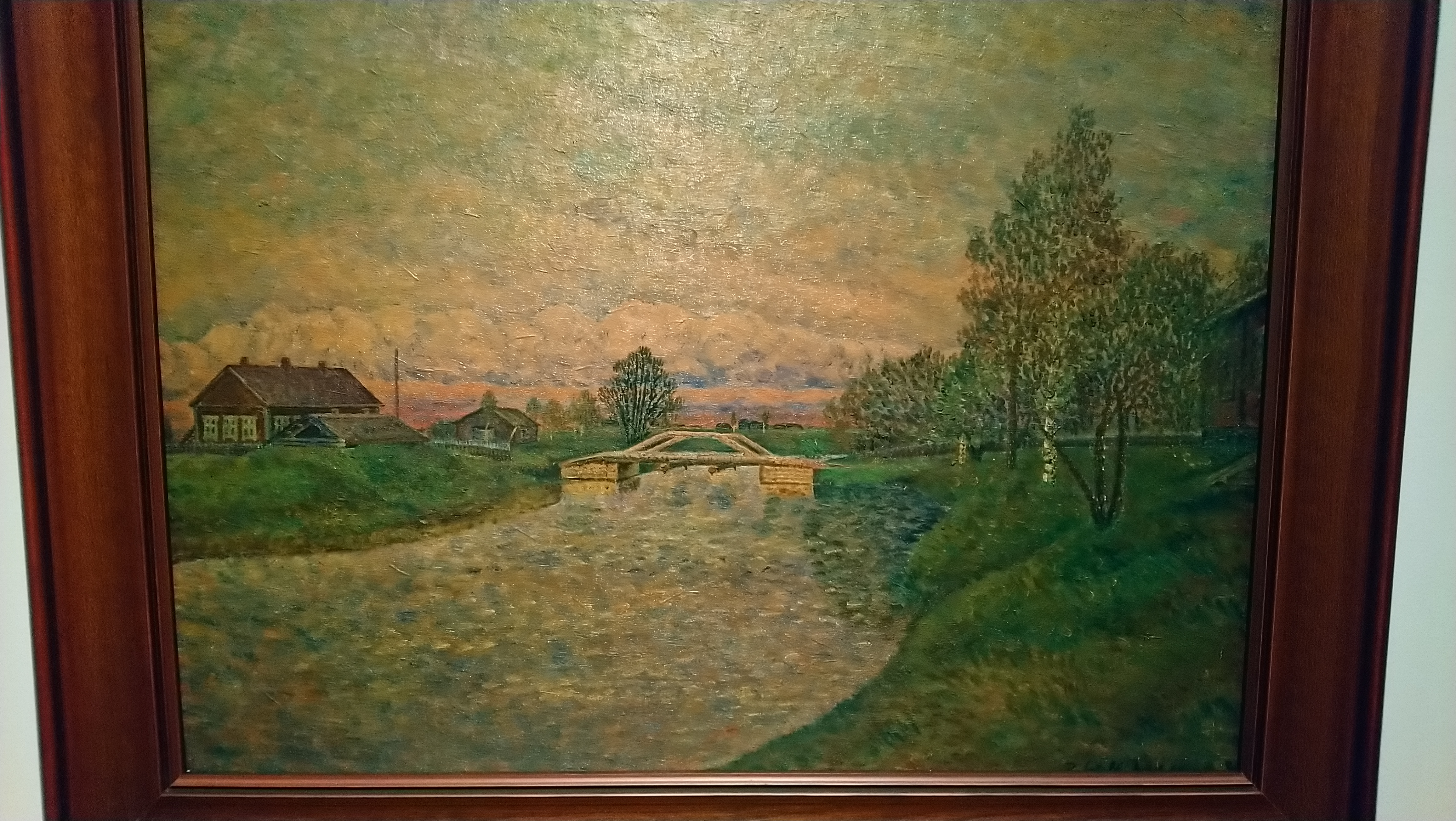
Vilho Lampi: Brücke (Silta) 1935, Foto HAM 2020

Nach seinem Tod geriet Lampi für mehrere Jahrzehnte in Vergessenheit. Erst in den 1950er Jahren wurde er wiederentdeckt. Seitdem gilt er als einer der wichtigsten finnischen Künstler der 1930er Jahre. Das Helsinkier Kunstmuseum würdigte ihn 2020 mit einer umfangreichen Retrospektive.

## Filme
- Eeli Aalto: Vilho Lampi, Lakeuden maalari, 1966.
- Hannu Heikinheimo: Jumala on kauneus, 1985.

## Theaterstücke
- Kaija Viinikainen: Jumala on kauneus, Kajaanin kaupunginteatteri, 1981.
- Kristian Smeds: Jumala on kauneus, Teatteri Takomo, 2000 und Finnisches Nationaltheater, 2008.
- Taisto Reimaluoto: Tässä on elämä, Kajaanin Runoviikko, 2001.